# Список похованих на Миколаївському некрополі

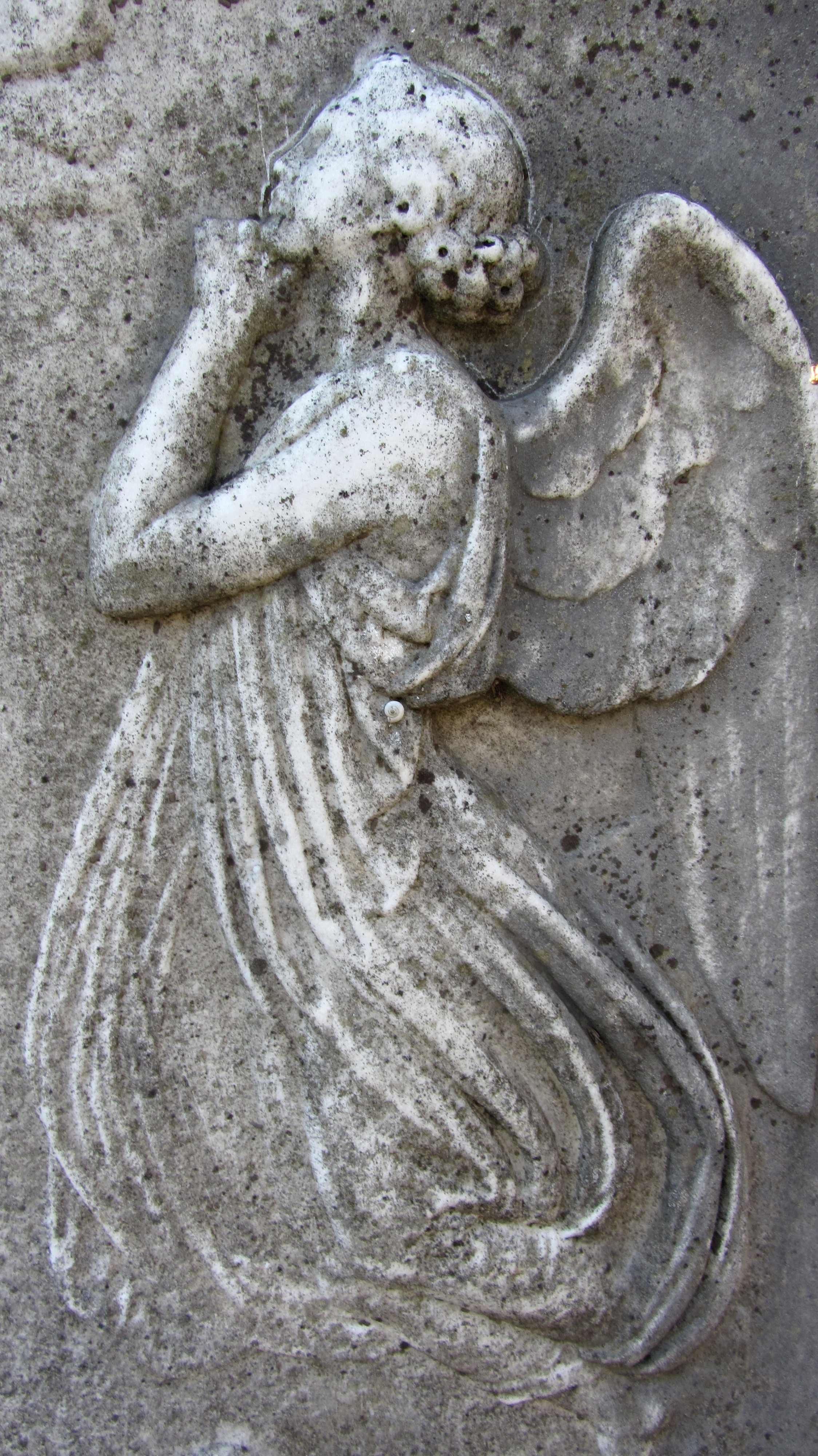

Цей список містить перелік відомих поховань на Миколаївському некрополі.